# Jens Hanefeld
Jens Hanefeld (* 1964 in Köln) ist ein deutscher Diplomat. Seit 2025 ist er Botschafter in den Vereinigten Staaten.

## Leben
Hanefeld studierte Neuere Geschichte und Anglistik an der Freien Universität Berlin. Er schloss das Studium 1990 mit dem Magister Artium ab. 1991 trat er als Attaché in den Auswärtigen Dienst ein. Nach Stationen in Sofia und Washington, D.C. wurde er im Jahr 2000 Referent in der Politischen Abteilung des Auswärtigen Amts in Berlin. Von 2001 an war er persönlicher Referent verschiedener Staatssekretäre im Auswärtigen Amt. Ab 2005 leitete er das Büro der Staatssekretäre im Auswärtigen Amt, bevor er 2009 Gesandter und Ständiger Vertreter des Botschafters in Washington wurde.
Von 2014 bis 2024 wurde Hanefeld beurlaubt, um als Lobbyist für Volkswagen zu arbeiten. Während seiner Zeit dort wurde auch der Abgasskandal aufgedeckt. Seine Rolle bei VW wurde daher in Teilen kritisiert.
Von September 2024 bis August 2025 war er Leiter der Deutschen Botschaft in Addis Abeba und Botschafter der Bundesrepublik Deutschland in Äthiopien. Seit August 2025 ist er Leiter der Botschaft Washington.
Hanefeld ist verheiratet und hat drei Kinder.